# Diskografija 2Cellos
Diskografija 2Cellosa, hrvatskog instrumentalnog dua, sastoji se od dva studijska albuma, jednog EP-a i jednog koncertnog albuma.

## Albumi

### Studijski albumi
| Naziv    | Detalji o albumu                                                                                     | Pozicije na ljestvicama | Pozicije na ljestvicama | Pozicije na ljestvicama | Pozicije na ljestvicama | Pozicije na ljestvicama | Pozicije na ljestvicama | Pozicije na ljestvicama | Certifikacije |
| Naziv    | Detalji o albumu                                                                                     | HR                      | BEL (FL)                | JPN                     | ME                      | ŠVI                     | SAD                     | SAD Class.              | Certifikacije |
| -------- | --- | ----------------------- | ----------------------- | ----------------------- | ----------------------- | ----------------------- | ----------------------- | ----------------------- | ------------- |
| 2Cellos  | - Objavljen: 19. srpnja 2011. - Izdavač: Sony Masterworks - Formati: CD, digitalni download          | 1                       | 30                      | 13                      | 46                      | 99                      | 85                      | 1                       | HR: zlatna    |
| In2ition | - Objavljen: 9. studenog 2012. (Japan) - Izdavač: Sony Masterworks - Formati: CD, digitalni download | 1                       | —                       | 1                       | —                       | 81                      | 174                     | 4                       |               |

### EP–ovi
| Naziv                        | EP detalji                                                                              |
| ---------------------------- | --------------------------------------------------------------------------------------- |
| iTunes Festival: London 2011 | - Objavljen: 29. srpnja 2011. - Izdavač: Sony Masterworks - Formati: digitalni download |

### Videoalbumi
| Naziv                | Detalji o albumu                                                                            | Pozicije na ljestvicama | Pozicije na ljestvicama | Pozicije na ljestvicama | Certifikacije |
| Naziv                | Detalji o albumu                                                                            | HR                      | JPN                     | SAD Video               | Certifikacije |
| -------------------- | ------------------------------------------------------------------------------------------- | ----------------------- | ----------------------- | ----------------------- | ------------- |
| Live at Arena Zagreb | - Objavljen: 21. kolovoza 2013. (Japan) - Izdavač: Sony Masterworks - Formati: DVD, Blu-ray | —                       | 56                      | —                       |               |

## Video spotovi
| Naziv                     | Godina | Redatelj           |
| ------------------------- | ------ | ------------------ |
| "Smooth Criminal"         | 2011.  | Kristijan Burlović |
| "Welcome to the Jungle"   | 2011.  | Kristijan Burlović |
| "Hurt"                    | 2012.  | Kristijan Burlović |
| "Highway to Hell"         | 2012.  | —                  |
| "Supermassive Black Hole" | 2012.  | —                  |
| "Il Libro Dell 'Amore"    | 2013.  | Tvrtko Karačić     |
| "Technical Difficulties"  | 2013.  | Domen Smrdel       |
| "Thunderstruck"           | 2014.  | Kristijan Burlović |
| "Mombasa"                 | 2014.  | Darko Drinovac     |
| "I Will Wait"             | 2014.  | Darko Drinovac     |

## Vanjske poveznice
- Službena stranica
- 2Cellos — AllMusic
- 2Cellos — Billboard